# Бучита (Козенца)
Бучита је насеље у Италији у округу Козенца, региону Калабрија.
Према процени из 2011. у насељу је живело 518 становника. Насеље се налази на надморској висини од 524 м.